# Eukoenenia naxos
Espèce
Eukoenenia naxos est une espèce de palpigrades de la famille des Eukoeneniidae.

## Distribution
Cette espèce est endémique des Cyclades en Grèce. Elle se rencontre dans la grotte Aghios loannis sur Iraklia près de Naxos.

## Description
La femelle holotype mesure 1,64 mm.

## Étymologie
Son nom d'espèce lui a été donné en référence au lieu de sa découverte, Naxos et Petites Cyclades.

## Publication originale
- Condé, 1990 : Palpigrades (Arachnida) de grottes d'Europe. Revue Suisse de Zoologie, vol. 96, no 4, p. 823-840 (texte original).